# Bilmar Engineering
Bilmar Engineering war ein britischer Hersteller von Automobilen.

## Unternehmensgeschichte
Das Unternehmen aus Portland auf der Isle of Portland in der Grafschaft Dorset begann 1971 mit der Produktion von Automobilen und Kits. Der Markenname lautete Bilmar. 1972 endete die Produktion. Insgesamt entstanden je nach Quelle etwa zehn oder exakt elf Exemplare.

## Fahrzeuge
Das einzige Modell war der Buccaneer. Das Fahrzeug ähnelte dem Lotus Seven, war aber größer. Auf einen Spaceframe-Rahmen wurde eine Karosserie montiert, die teilweise aus Aluminium bestand. Ein Vierzylindermotor vom Triumph Spitfire trieb das Fahrzeug an. Die Hinterachse kam vom Ford Corsair.